# Abramites eques
Abramites eques, vrsta tropske slatkovodne južnoameričke ribe iz reda Characiformes, poznata u Kolumbiji pod lokalnim vernakularnim nazivima bonito i totumito, a izvorno je nazvana Leporinus eques Steindachner, 1878. Oba roda pripadaju porodici Anostomidae. Ove ribe vole plivati okrenute glavom prema dnu zbog čega su ih nazvali headstanders.
A. eques je veoma nalik drugoj vrsti u ovom rodu A. hypselonotus, od koje se razlikuje po šarama na tijelu, A. eques uz tamne okomite pruge ima i jednu bočnu od repa prema glavi, koju ova druga vrsta nema.
Bonito je endem, naraste do 15 centimetara dužine a postojbina joj je bazen rijeke Magdalene. Drži se i po akvarijima, a po akvaristima očekivani životni vijek joj je 5-8 godina, a hrane je hranom biljnog porijekla (špinat, grašak i drugo).